# Kostel svatého Stanislava (Osiky)
Kostel svatého Stanislava je římskokatolický chrám u obce Osiky v okrese Brno-venkov. Je chráněn jako kulturní památka České republiky. Je filiálním kostelem lomnické farnosti.

## Historie
Kostelík stojí jižně od vsi Osiky nad údolím potoka Besénku. Postaven byl v barokním slohu v 18. století na místě staršího chrámu, který zde stál zřejmě již v roce 1407, nedaleko zaniklého hradu Osiky. Jedná se o jednolodní kostel se sanktusníkem na střeše nad lodí a malou předsíní před západním průčelím. Na kněžiště navazuje rozměrná sakristie kombinovaná s márnicí.
U kostela se nachází hřbitov.
Každoročně druhou neděli v květnu sem směřují procesí z Lomnice a je zde slavena poutní mše svatá.

## Fotogalerie

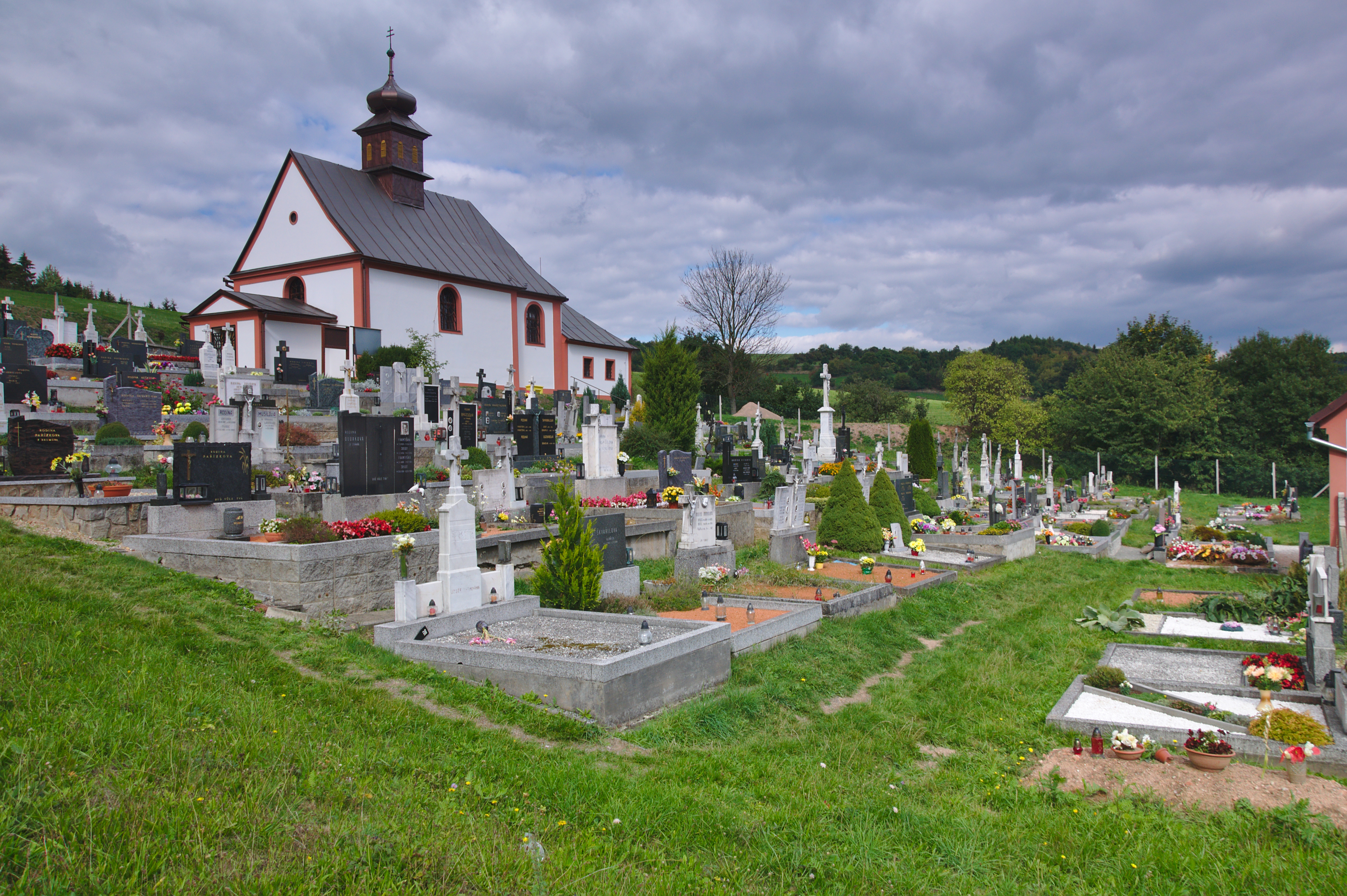
Kostel s hřbitovem
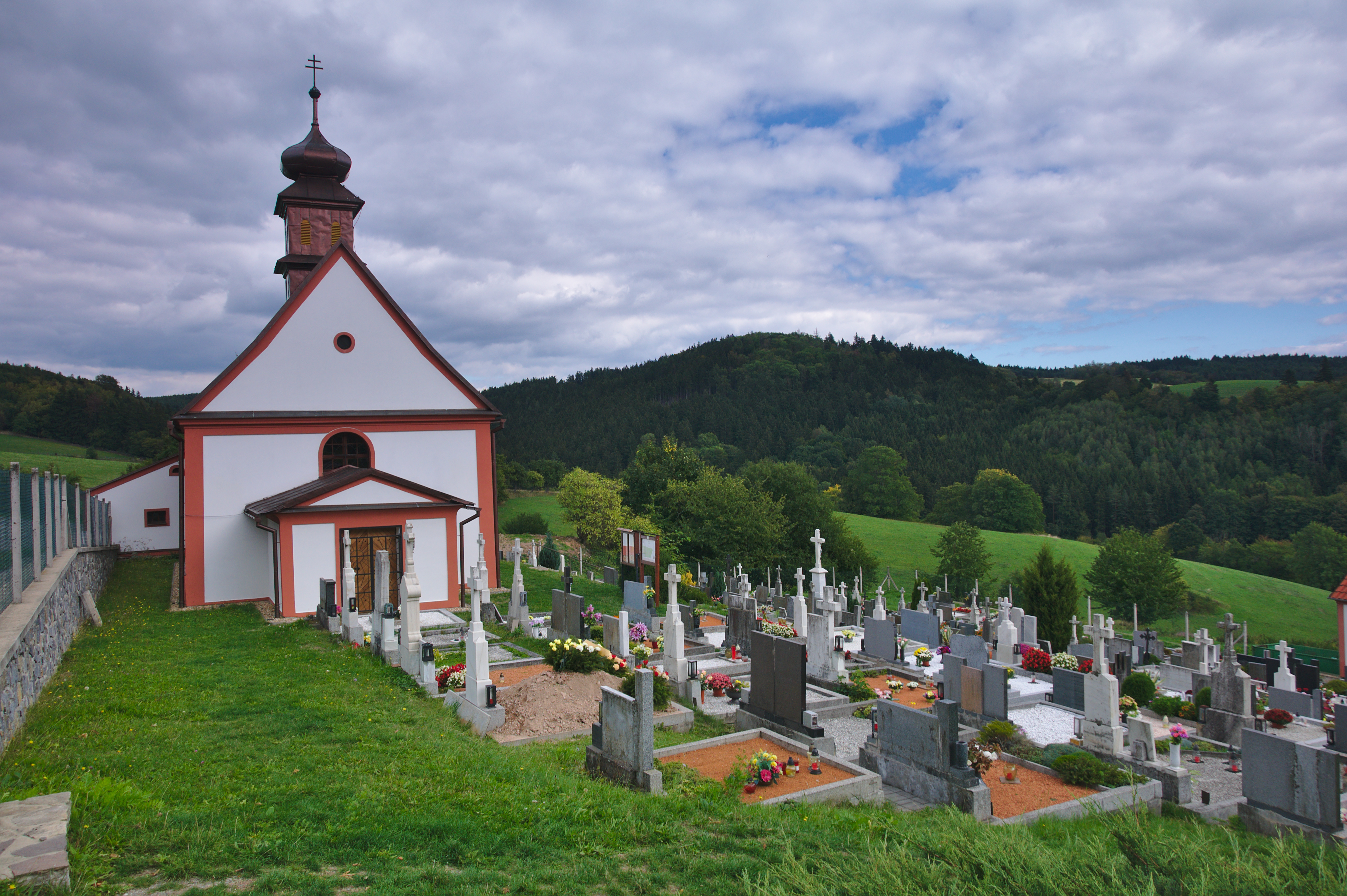
Zadní pohled
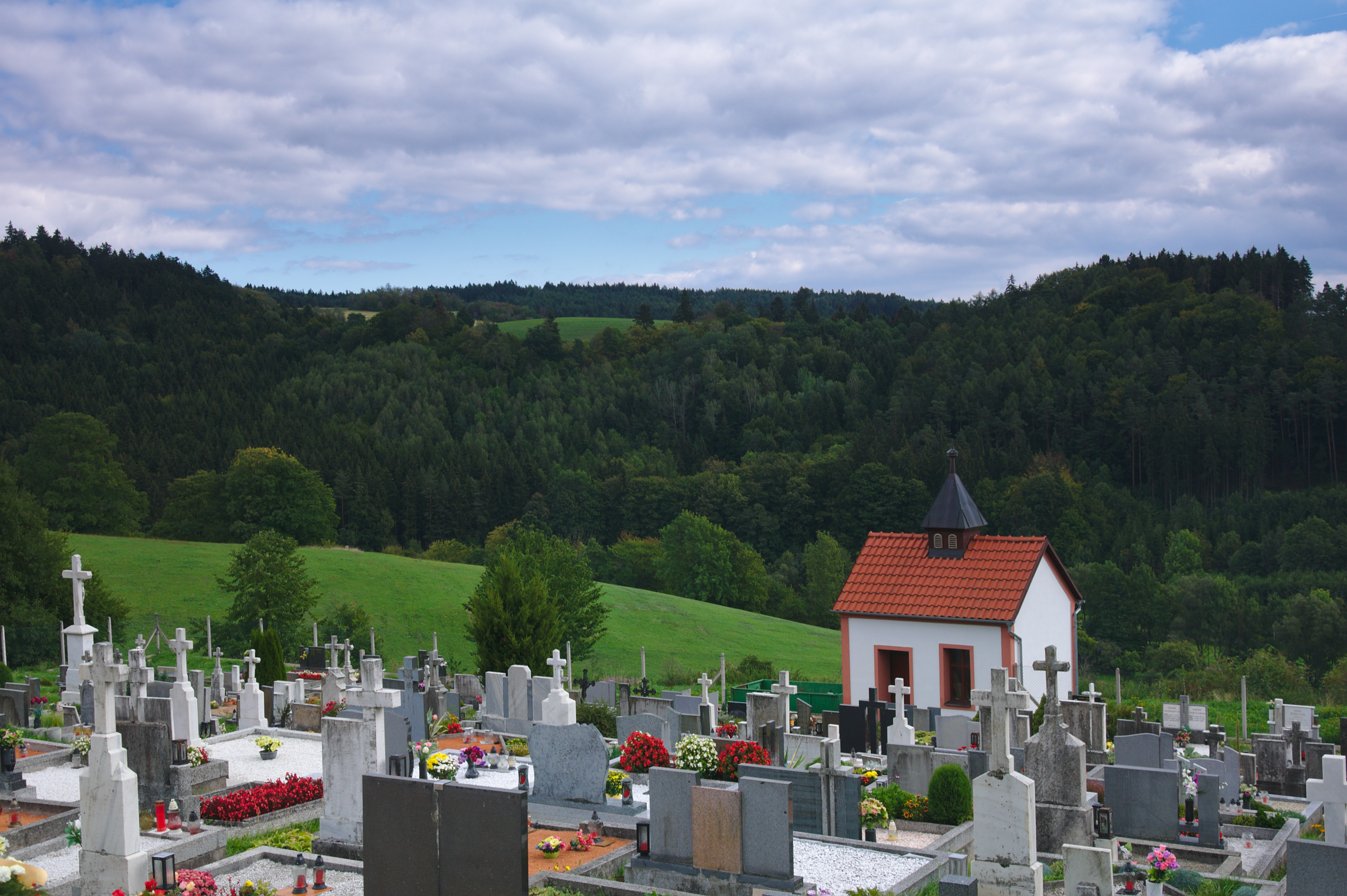
Márnice